# 대전투자금융
대전투자금융(大田投資金融)은 대전광역시의 공공투자기관으로, 2024년 출범하였다.

## 역사
2024년 12월, 호텔ICC에서 중앙부처, 금융권, 기업체 대표들이 참석한 가운데 대전투자금융 출범식을 개최하였다. 이장우 대전시장은 "대전이 수도권 일극 경제체제를 타파하고 세계적 벤처·창업의 요람으로 거듭날 수 있도록 대전시민과 지역 내외 주요 기관들의 아낌없는 성원과 협조를 당부드린다"고 발언하였다.
대전시는 대전투자금융의 자본금 500억원을 전액 출자하였으며, 민간자금 1천억원은 모펀드 자금 형태로 조성하였다. 자금은 설립 후 5년까지는 3천억원을 운용, 오는 2030년에는 5천억원까지 확대한다는 계획을 세웠다.

## 업무
대전투자금융은 모험적 투자 수요에 적극 대응하고, 세계적으로 경쟁력 있는 기술벤처 창업과 성장을 지원하기 위한 전국 최초의 지방정부 공공투자기관으로, 주요 업무는 지역의 유망 창업 및 벤처기업에 장기적이고 안정적인 재원을 제공, 적극적인 투자와 융자를 통해 벤처투자의 수도권 집중화 현상을 해소하는 것이다.